# Epicorsia cerata
Epicorsia cerata là một loài bướm đêm trong họ Crambidae.